# Pterostyrax burmanicus
Pterostyrax burmanicus är en storaxväxtart som beskrevs av W. W. Smith och Farrer. Pterostyrax burmanicus ingår i släktet Pterostyrax och familjen storaxväxter. Inga underarter finns listade i Catalogue of Life.